# 白沙镇 (新宁县)
白沙镇，是中华人民共和国湖南省邵陽市新宁县下辖的一个乡镇级行政单位。

## 行政区划
白沙镇下辖以下地区：
白沙社区、枫木村、云里村、罗干村、石湾村、邓银村、石鹅村、禾叶村、白沙村、黄家塘村、永兴村、马江村、云头岭村、西冲村、三渡村、山石村、新渡村、月汉村、温头村、排门村、新田村、全田村、芦冲村、杨溪村、新民村、新宁县白沙农场管理区、新宁县白沙鱼苗鱼种场和新宁县三渡江牛场。